# Jüdischer Friedhof (Miehlen)

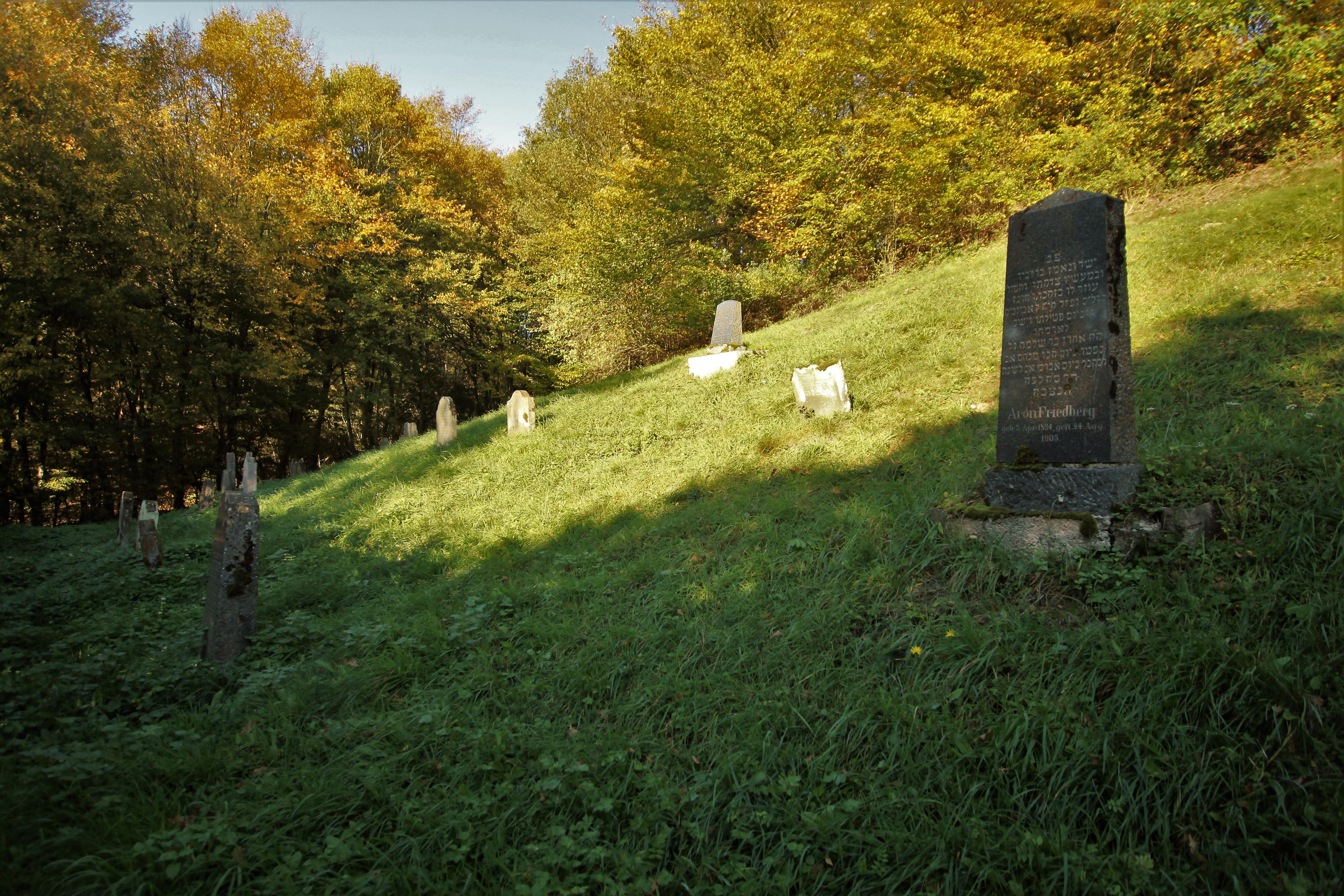
Der jüdische Friedhof in Miehlen

Der jüdische Friedhof Miehlen ist ein Friedhof in der Ortsgemeinde Miehlen im Rhein-Lahn-Kreis in Rheinland-Pfalz. Er steht als Kulturdenkmal unter Denkmalschutz.
Der jüdische Friedhof liegt nordöstlichen Ortsrand auf einem Wiesengelände am Westhang des Ehrlichsbergs.
Auf dem 2460 m² großen Friedhof, der im frühen 19. Jahrhundert angelegt und bis zum Jahr 1938 belegt wurde, befinden sich 38 Grabsteine.